# DarkOrbit
A DarkOrbit a Bigpoint 2006-ban kiadott játéka. A játék számos nyelven, köztük németül, törökül, angolul és magyarul játszható.

## A játék felépítése
A DarkOrbit-ban egy virtuális űrhajó pilótájaként játszhatunk, ahol NPC (Non-player character) nem játszható karakterek  illetve ellenséges játékosok ellen küzdhetünk. A játék során tapasztalati pontok, úgynevezett "XP"-k (az angol "experience" szóból származik, jelentése tapasztalat) gyűjthetőek a különböző küldetések során. A játék ingyen játszható, de fizetés ellenében uridiumot kaphatunk, melyekért már a játék legelején a jobb fegyverek vásárolhatóak PL LF-3. A játék egy 3 dimenziós programmotorral ellátott flash játék, amihez Adobe Flash szükséges.

## Cégek
A játékban három cég, a Mars Mining Operations (MMO), az Earth Industries Corporation (EIC) és a Venus Resources Unlimited (VRU) nevű cégek harcolnak egymás ellen; a megbízó választásról a játék legelején lehet dönteni. De ha esetleg már választottunk megbízót, de szeretnénk egy másik megbízóhoz átállni, azt uridiumért  megtehetjük.

## Klánok
Minden játékosnak lehetősége van egy klánba való belépésre, melynek célja az, hogy a játékosok egymást támogassák. Minden klánnak van egy vezetője, a tagok pedig adót fizetnek; A maximális adó 5% a minimum 0%.

## Címek és rangok
A játékban a játékosok tapasztalata alapján 20 rang érhető el. A kezdő játékos űrpilótaként kezdi a pályafutását. Rangsorpontoktól függ a rangod körülbelül 20 fajta rangba sorolódnak a játékosok a legnagyobb a vezérezredes megbízónként maximum 1 Játékos. l, l

## Érdekességek
A játék saját support (ügyfélszolgálattal) csapattal és fórummal rendelkezik amit a játék a kezdőlapon(a bejelentkezés után) a jobb felső sarok ? jelénél(súgónál) érhetők el.

## A játékon belüli fizető eszközök
A játékban a credit az egyik legértékesebb dolog. Ebből lehet szinte mindent megvenni amitől fejlődsz, vagy éppen csak szórakozásból költöd. A másik legértékesebb és egyben legritkább fizetőeszköz az uridium. Az uridiumot lehet szerezni bónuszdobozokból, NPC-kből, galaktikus átjárókból, vagy akár meg is veheted normál pénzért.